# クラスティは強盗犯?
『クラスティは強盗犯?』（Krusty Gets Busted）は、『ザ・シンプソンズ』のエピソード。オリジナル版は1990年4月29日に放送された 。
監督はブラッド・バードが務め、脚本はジェイ・コーゲンとウォレス・ウォロダースキーが務めた。
この回でケント・ブロックマンが初めて登場し 、後に何度も登場するサイドショー・ボブ役としてケルシー・グラマーがゲスト出演を果たした。

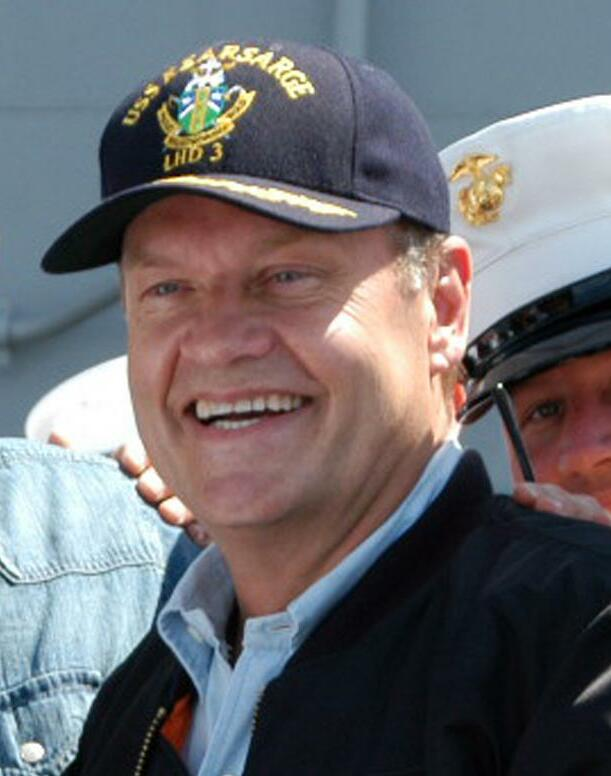
サイドショー・ボブ役のケルシー・グラマー

## あらすじ
バートたちがいつものようにクラスティの番組を楽しんだ夜、ホーマーはコンビニで雑誌を立ち読みする道化師姿の男性の足を踏んでしまった。すると、その男は店主アプーを襲い現金を奪って逃走していった。
ホーマーの目撃証言によりクラスティが逮捕された。彼は法廷で無実を訴えるが、ギャンブルをしていたことや、小学校の読書推進キャラクターに選ばれたにもかかわらず文盲であることなど、スキャンダラスな事実が次々明るみに出て裁判で不利になり、有罪が言い渡され収監されることになった。
教会がグッズを焼却するなどクラスティへのバッシングが続く中、バートたちはクラスティの無実を信じた。
その一方で、これまで散々な目に遭わされたサイドショー・ボブはクラスティの後釜に収まり、子どもたちに『鉄仮面』を朗読し、コール・ポーターの歌 『いつもさよならを』を弾き語りで歌った 。
サイドショー・ボブへ事情を尋ねに行ったバートたちだが、はぐらかされ観覧チケットをもらっただけだった。
そして、収録当日、バートはサイドショー・ボブを目の前に、バートは犯人が別にいるという考えを話した。バートの推理をかわすボブだったが、ボブが「足の大きい人もいる」と言った時、バートはクラスティの足が小さかった事を思い出し、足の大きいボブが真犯人であると言い当て、彼の足に槌を振り下ろした。
サイドショー・ボブは逮捕され、報道陣を通じてバートらへの恨み言を放った。
かくしてクラスティは釈放され、バートはクラスティグッズに囲まれて幸せをかみしめるのであった。

## 制作
この回の監督を務めたブラッド・バードは、クラスティの顔のクローズアップから物語を始めたいと考えていた。制作陣もこれに賛成し、さらにバードの提案で、物語の最初だけではなくCM明けも登場人物の顔のクローズアップから始めることになった。物語はクラスティの顔がクローズアップされるところから始まり、第二幕はクローズアップしてくるクラスティの顔に鉄格子がかかるという演出の後、彼の経歴に関するテレビのニュースが流れる形で物語が進む。第三幕ではサイドショー・ボブの顔が写った大きなポスターが映る場面から始まる。
クラスティのモデルはこの番組の原作者マット・グルーニングが幼少時テレビで見ていた地元出身のピエロラスティ・ネイルズである。
ジェイ・コーゲンとウォレス・ウォロダースキーが執筆した脚本は78ページにもおよび、制作陣は削らざるを得なかった。
例えば、パティとセルマがマージたちにバカンスの写真をスライドショーで見せる場面では、パティたちがヘロインをアメリカに持ち込んだかどで拘留された時の写真を映す場面がカットされた。
サイドショー・ボブが重要人物として描かれたのはこの回が初めてだが、これより前に放送された『忘れられた英雄』ではモブとして登場している。『忘れられた英雄』のボブのデザインは『クラスティは強盗犯?』の時よりシンプルで、髪型もマッシュルームのようなものになっていた。『クラスティは強盗犯?』でデザインが変更されるに当たり、制作陣は『忘れられた英雄』でサイドショー・ボブが登場する場面に手を加えようとしたが、時間の都合で断念した。
スクリプトの段階では、サイドショー・ボブ役はジェームズ・アール・ジョーンズと決まっていたが、プロデューサーの意向で当時『チアーズ』にレギュラー出演していたケルシー・グラマーに変更された。
また、この回でケント・ブロックマンとスコット・クリスチャンが初めて登場した。

## 批評
アメリカ合衆国での放映当時、この回の視聴率はニールセン・レイティングで 16.4を記録し、1990年5月23日から29日までの視聴率ランキングの第13位にランクインした他、その週のフォックス放送の番組の中で最も高い視聴率をたたき出した。
この回は批評家からの評判も高く、原作者であるグローニングもシリーズ全体の中でも9番目に好きな作品だとし、特にテレビに登場する道化師が気に入っていることを話した。
I Can't Believe It's a Bigger and Better Updated Unofficial Simpsons Guideの著者である、Warren Martyn と Adrian Woodは「イカれてはいるが哀愁漂うドレッドヘアのイギリス人の悪役の誕生は、展開が速くすごく面白いこの番組において、常に視聴者の予想を裏切る形で大成功を収めている」とこの回を評した 。
David B. Grelck は第1シーズンのDVDのレビューで、この回の評価を5点満点中3点とした。
DVD Movie Guideのコリン・ジャコブソンは、「この回全体を通じて、我々はこの番組が皆に愛される名作となる、素晴らしい要素を見つけた。この回の悪い点を見つける方が難しいくらいだ。」と褒めたたえ、「サイドショー・ボブが登場する回はどれも面白いが、この回はそのきっかけとなったといえる」と付け加えた。